# Occidryas magdalena
Occidryas magdalena är en fjärilsart som beskrevs av Barnes och Mcdunnough 1918. Occidryas magdalena ingår i släktet Occidryas och familjen praktfjärilar. Inga underarter finns listade i Catalogue of Life.